# 大迫尚敏
大迫 尚敏（おおさこ なおはる、天保15年11月15日（1844年12月24日） - 昭和2年（1927年）9月20日）は、明治・大正期の日本の陸軍軍人。学習院長、第7師団長等を務める。栄典は陸軍大将正二位勲一等功二級子爵。

## 経歴
薩摩藩士・大迫新蔵の長男として生まれる。造士館生徒として学び、薩摩藩5番組として薩英戦争に従軍する。
戊辰戦争従軍の後、明治4年（1871年）3月、陸軍に入り御親兵に属す。同年少尉・中尉と進み明治6年（1873年）、陸軍省八等出仕、明治7年（1874年）には陸軍大尉を命ぜられる。
明治10年（1877年）、西南戦争に出征し、熊本城籠城戦に参加。2月27日、草場学校制圧の指揮を取り、顔面を負傷。

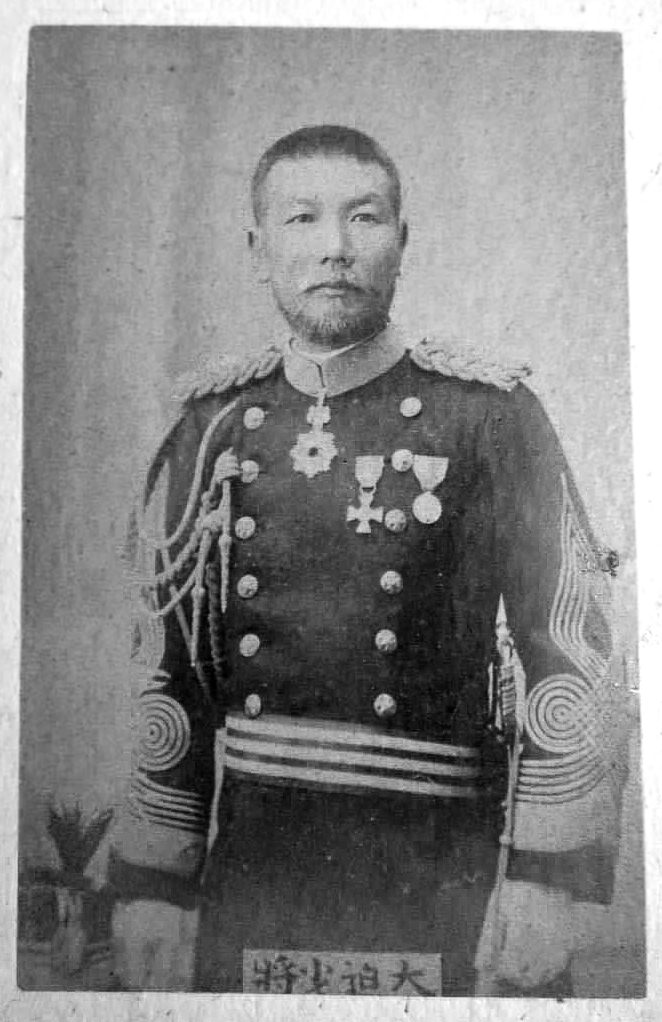
少将時代の大迫尚敏

戦中の同年4月に陸軍少佐・熊本鎮台参謀に進む。明治16年（1883年）6月、陸軍中佐・歩兵第6連隊長、明治18年（1885年）5月、近衛歩兵第1連隊長、明治20年（1887年）には陸軍大佐に進級し、明治23年（1890年）10月、第4師団参謀長、翌年の参謀本部第1局長を経て、明治25年（1892年）9月、陸軍少将に進み歩兵第5旅団長に就任する。
この時、日清戦争が起こり出征する。その功により明治28年（1895年）8月、男爵の爵位を授かり華族に列せられ、功三級金鵄勲章を賜る。その後、職は参謀本部次長、階級は陸軍中将に進み明治33年（1900年）4月、永山武四郎中将の後任として第7師団長に就任する。第7師団の母体は北海道開拓と防衛を目的とした屯田兵で、師団改編から4年しか経っていなかった。
明治37年（1904年）2月に始まった日露戦争では、戦況が芳しくない旅順要塞攻略の為、8月に第7師団の動員が決まった。乃木希典大将の指揮する第3軍に組入れられ、二〇三高地の攻撃に当たった。その後も奉天会戦に参戦し明治39年（1906年）3月に帰国する。この時の功により同年4月、功二級金鵄勲章を賜り、5月に陸軍大将に進む。
明治40年（1907年）9月、子爵に陞爵し、同年11月13日、予備役に編入となる。1909年4月1日に後備役となる。1914年（大正3年）4月1日に退役した。
大正元年（1912年）11月から殉死した乃木希典大将の後任として学習院院長に就任し、同6年（1917年）8月まで務める。昭和2年（1927年）9月20日、薨去。享年84。同日付勲一等旭日桐花大綬章受章。

## 栄典
位階
- 1883年（明治16年）7月16日 - 正六位[6]
- 1892年（明治25年）9月26日 - 正五位[7]
- 1897年（明治30年）11月20日 - 従四位[8]
- 1902年（明治35年）8月20日 - 正四位[9]
- 1905年（明治38年）8月26日 - 従三位[10]
- 1907年（明治40年）12月10日 - 正三位[11]

勲章等
- 1885年（明治18年）11月19日 - 勲三等旭日中綬章[12]
- 1889年（明治22年）11月29日 - 大日本帝国憲法発布記念章[13]
- 1895年（明治28年）
  - 5月23日 - 勲二等瑞宝章[14]
  - 8月20日 - 男爵・功三級金鵄勲章・旭日重光章[15]
  - 11月18日 - 明治二十七八年従軍記章[16]
- 1903年（明治36年）5月16日 - 勲一等瑞宝章[17]
- 1906年（明治39年）4月1日 - 功二級金鵄勲章、旭日大綬章、明治三十七八年従軍記章[18]
- 1907年（明治40年）9月21日 - 子爵[19]
- 1915年（大正4年）11月10日 - 大礼記念章[20]
- 1927年（昭和2年）9月20日 - 勲一等旭日桐花大綬章

外国勲章佩用允許
- 1899年（明治32年）7月4日 - 大清帝国：第二等第一双竜宝星[21]

## 人物
古武士的な風貌に加え、和歌や漢詩に長じ、息子を旅順戦で亡くしたり、乃木の後任として学習院長を務めるなどの経歴から「薩摩の乃木大将」の異名を持つ。

## 親族
- 弟は大迫尚道陸軍大将。
- 妻は山本盛英陸軍中佐の娘。
- 三男の三次は陸軍士官学校を14期で卒業、軍人となるも戦死する。階級は陸軍中尉。
- 五男の元雄は農林技師。
- 第2次大戦中にユダヤ難民の日本輸送に尽力した大迫辰雄(日本交通公社職員)は孫。
- 娘は陸軍大将林仙之に嫁ぐ。